# Älvsjö station

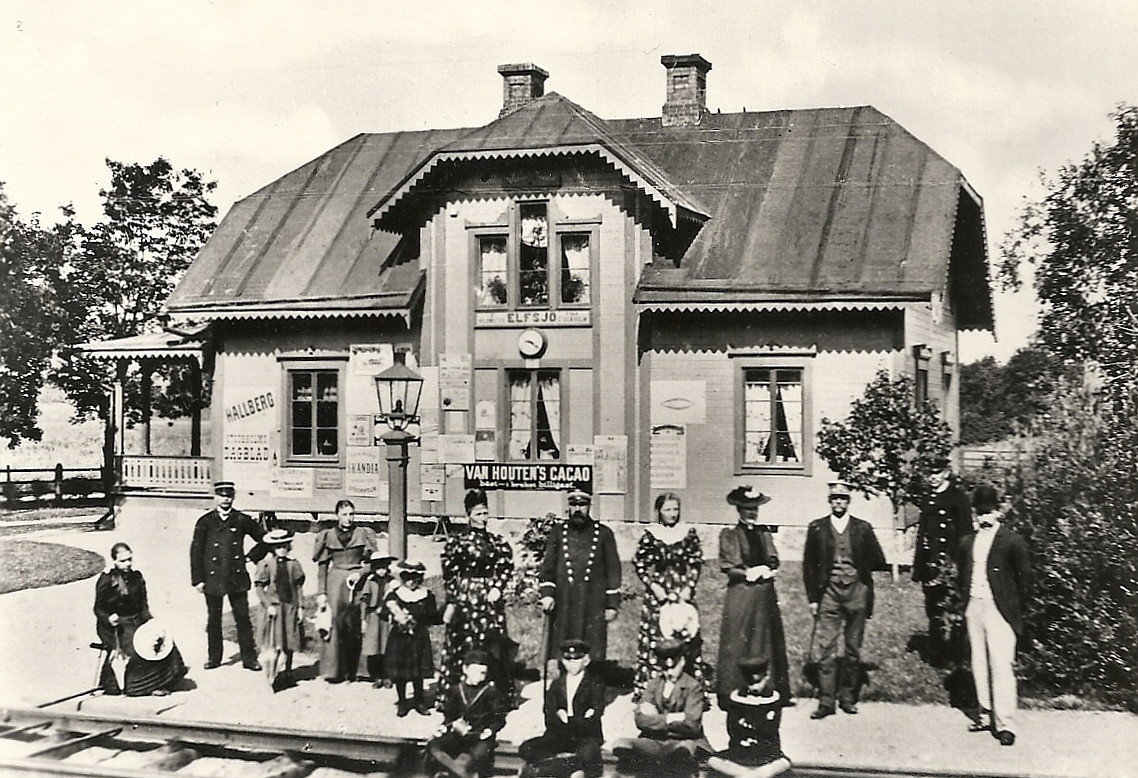
"Elvsjö" station på 1890-talet.

Älvsjö är en station på Stockholms pendeltågsnät, belägen i stadsdelarna Solberga och Älvsjö i Söderort inom Stockholms kommun. 

## Historik
Västra stambanan, delen Stockholm–Södertälje öppnades för trafik 1860 och i hela sin sträckning (till Göteborg) 1862. Den ursprungliga stationen vid Elfsjö med dåtida stavning öppnades den 1 november 1879. Innan dess fanns bara en provisorisk hållplats som hade tillkommit på initiativ av greve Gustaf Lagerbjelke, dåvarande ägaren av Älvsjö gård.
Den 28 december 1901 invigdes Nynäsbanan och Elfsjö blev då förgreningsstation. 1909 ändrades stavningen ”Elfsjö” till nuvarande ”Älvsjö”. År 1916–1917 byggdes stationen ut med separata spår för lokal- och fjärrtåg samt en gångbro över spårområdet. År 1932 byggdes ett nytt stationshus och gångbron byttes mot en gångtunnel. Den 1 januari 1967 övertog AB Storstockholms Lokaltrafik ansvaret för den lokala persontrafiken på järnväg inom Stockholms län, vilket innebar stora förändringar.  Samtidigt byggdes också den stora mässanläggningen i anslutning till stationsområdet och den nuvarande stationsanläggningen uppfördes.

## Dagens anläggning
Älvsjö utgör idag grenstation för tågen på Nynäsbanan och Västra stambanan och ligger mellan stationerna Årstaberg och Stuvsta respektive Farsta strand. Stationen har två plattformar, en för vardera bangrenen, samt genomgående spår för fjärr- och godståg. Den har en biljetthall, belägen över spårområdet och med entré från Älvsjö broväg, en gångviadukt mellan Älvsjö centrum och mässområdet. Biljettexpeditionen innehåller en primär försäljningskassa, samt två sekundärkassor som öppnas vid större evenemang på Stockholmsmässan. Det finns ett stort antal kombinerade in- och utpasseringsspärrar. Stationen hade 2015 cirka 14 300 påstigande under en vintervardag.
I februari 2011 inleddes en ombyggnad av busstorget och centrumet i anslutning till stationen. Arbetet avslutades hösten 2014.

## Godstrafik
Cirka 1 km norr om pendeltågsstationen ligger Älvsjö godsbangård, som togs i bruk 1972. Där lastas och lossas gods som ska mellan Stockholm och platser längre söderut. Transporten till start/slutmål i Stockholm går med lastbil. Det finns ytterligare en godsbangård i Stockholm, i Tomteboda. Den används för godståg norrut/norrifrån. Man undviker godståg genom Stockholms centralstation under rusningstid. Nattetid förekommer desto mer godstrafik mellan de båda bangårdarna.

## Bussterminal
I anslutning till stationen finns en bussterminal för SL.
Strax söder om stationen ligger Älvsjödepån.

## Nutida bilder

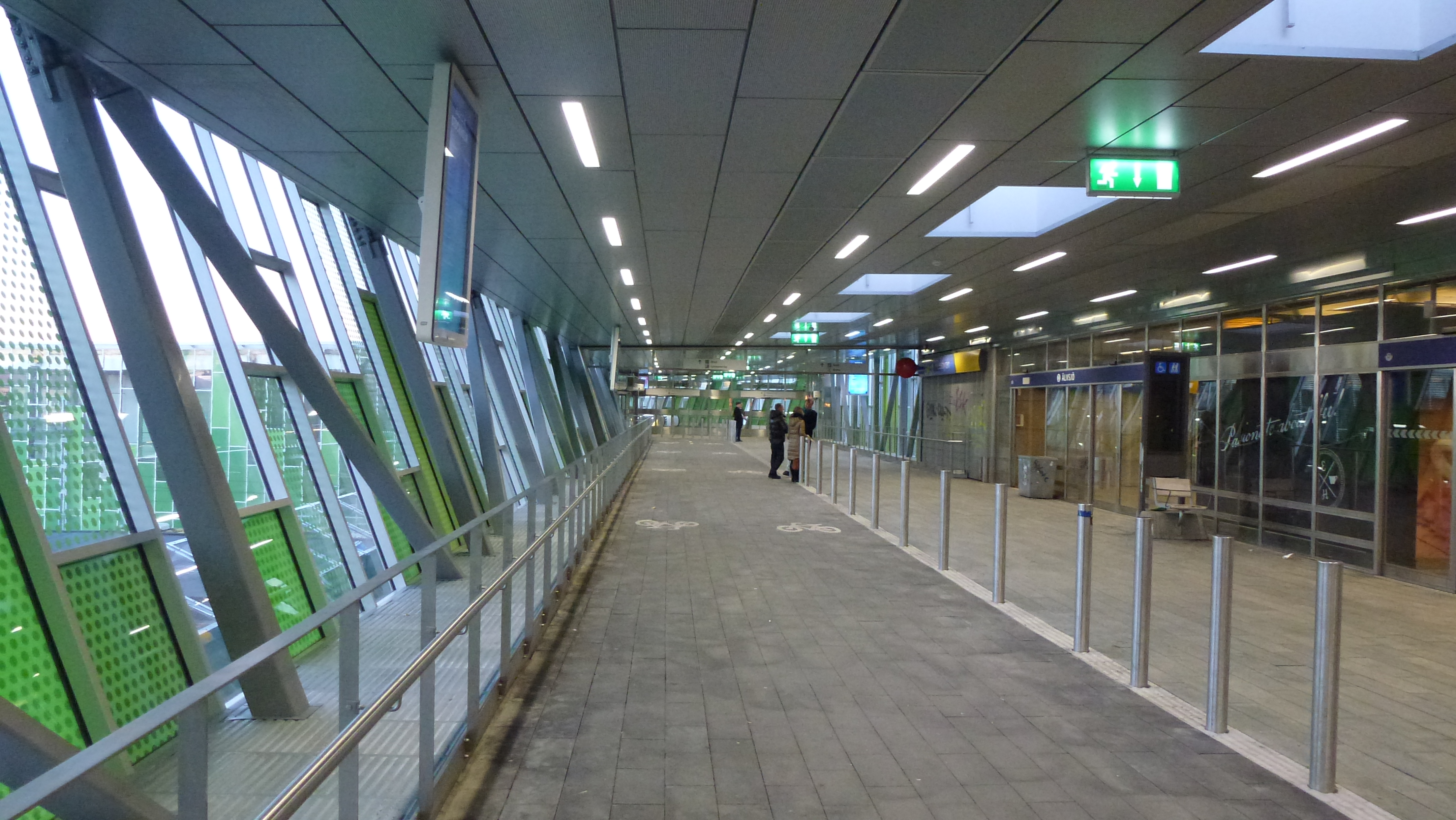
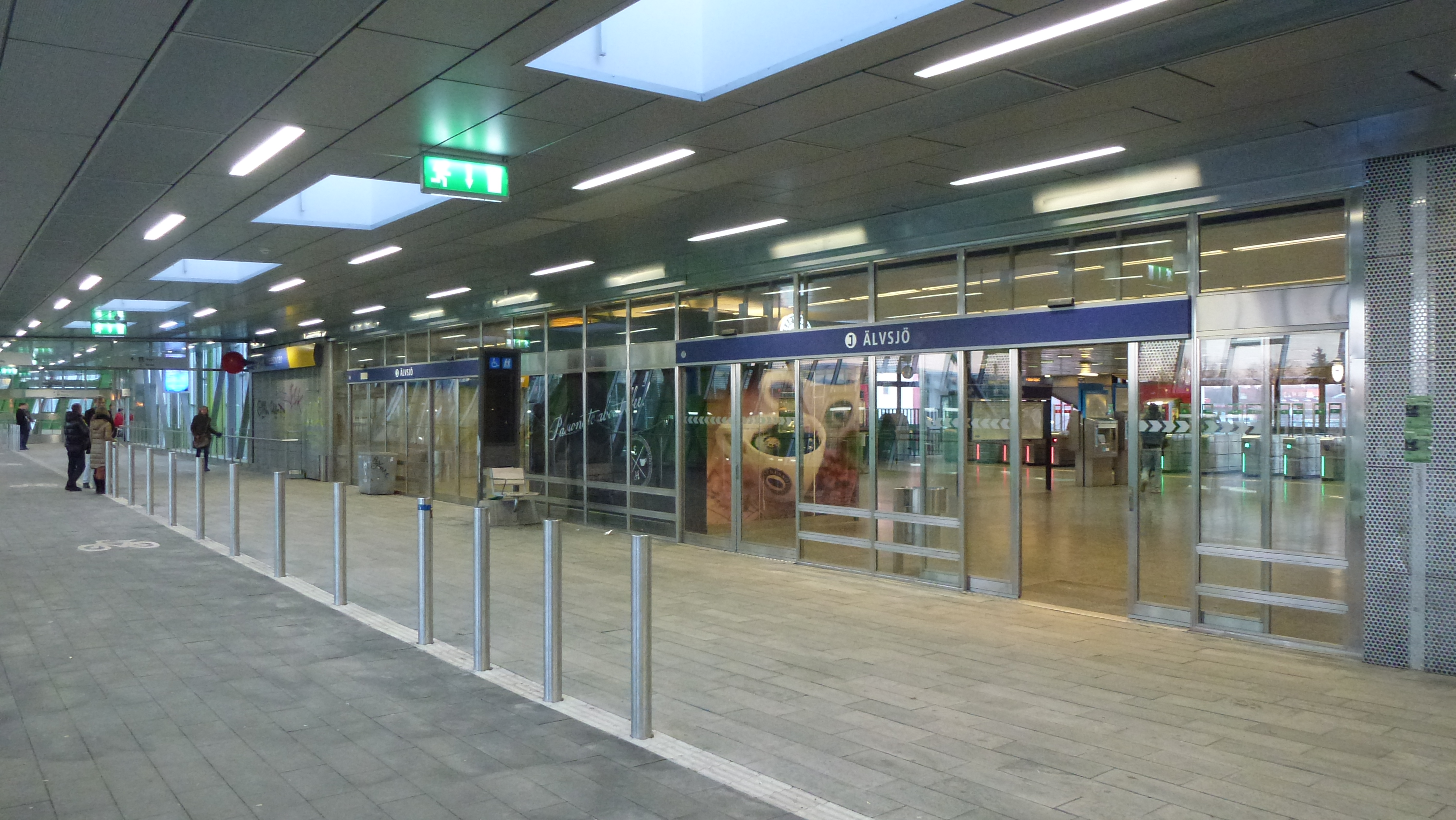
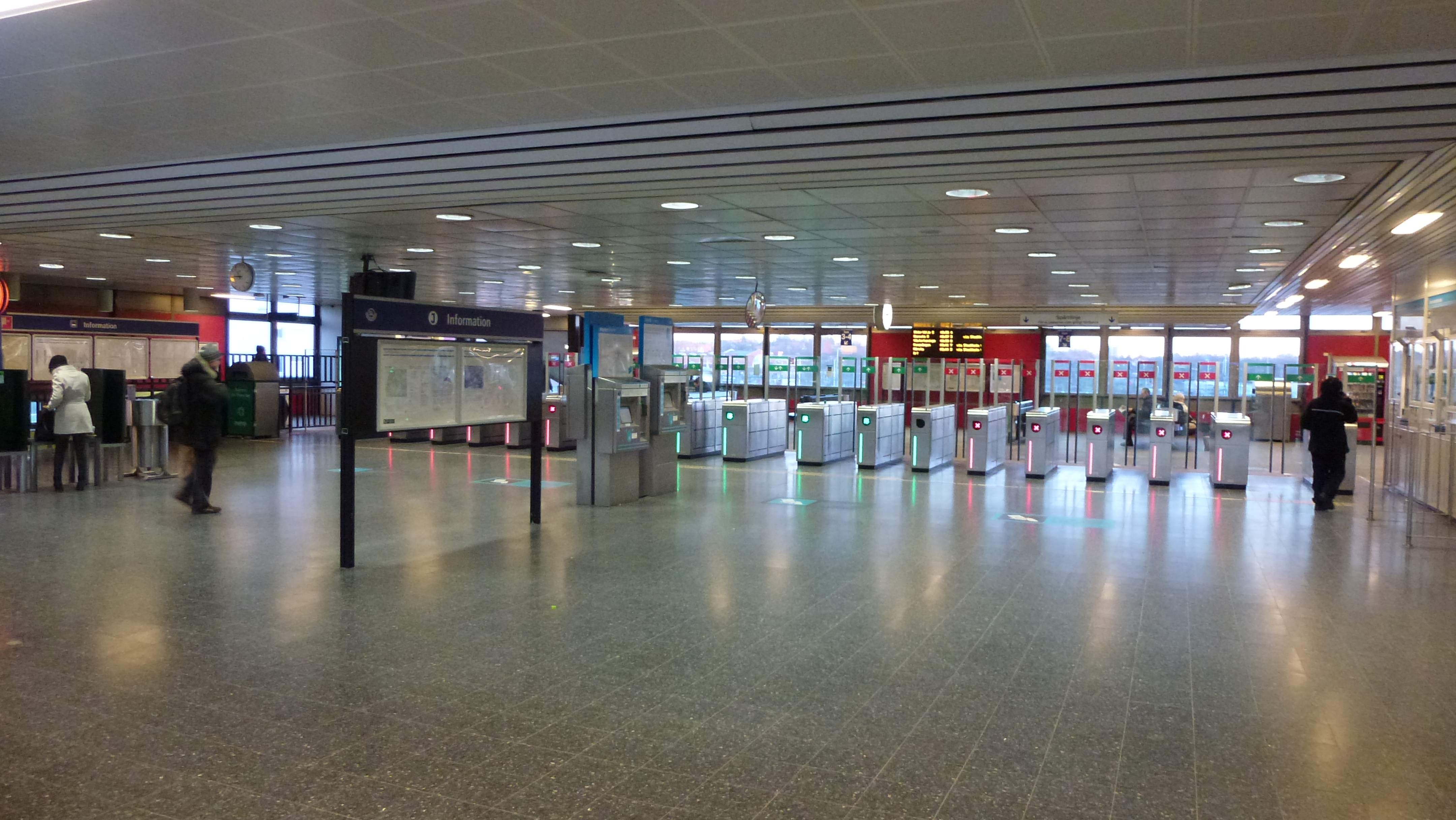
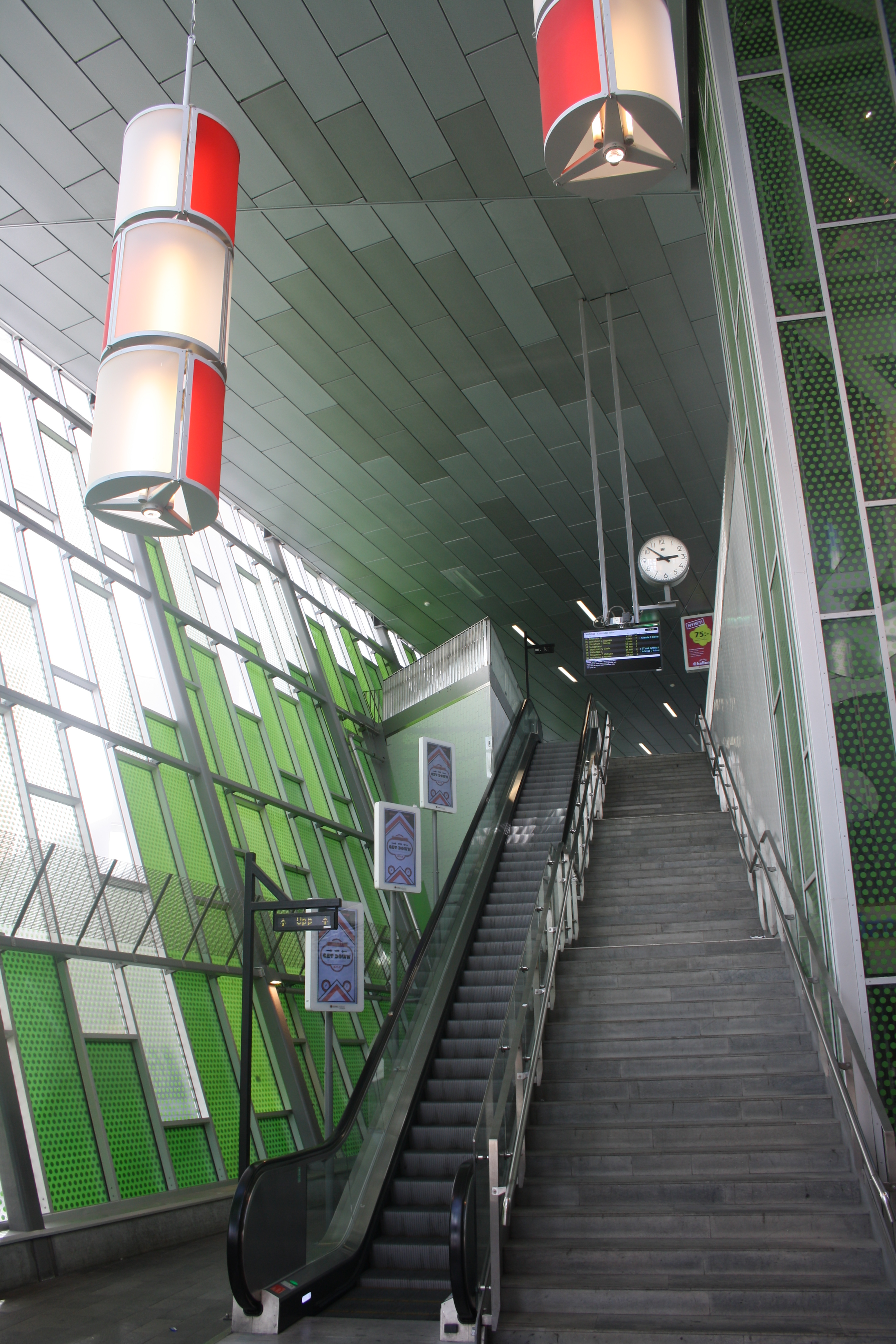
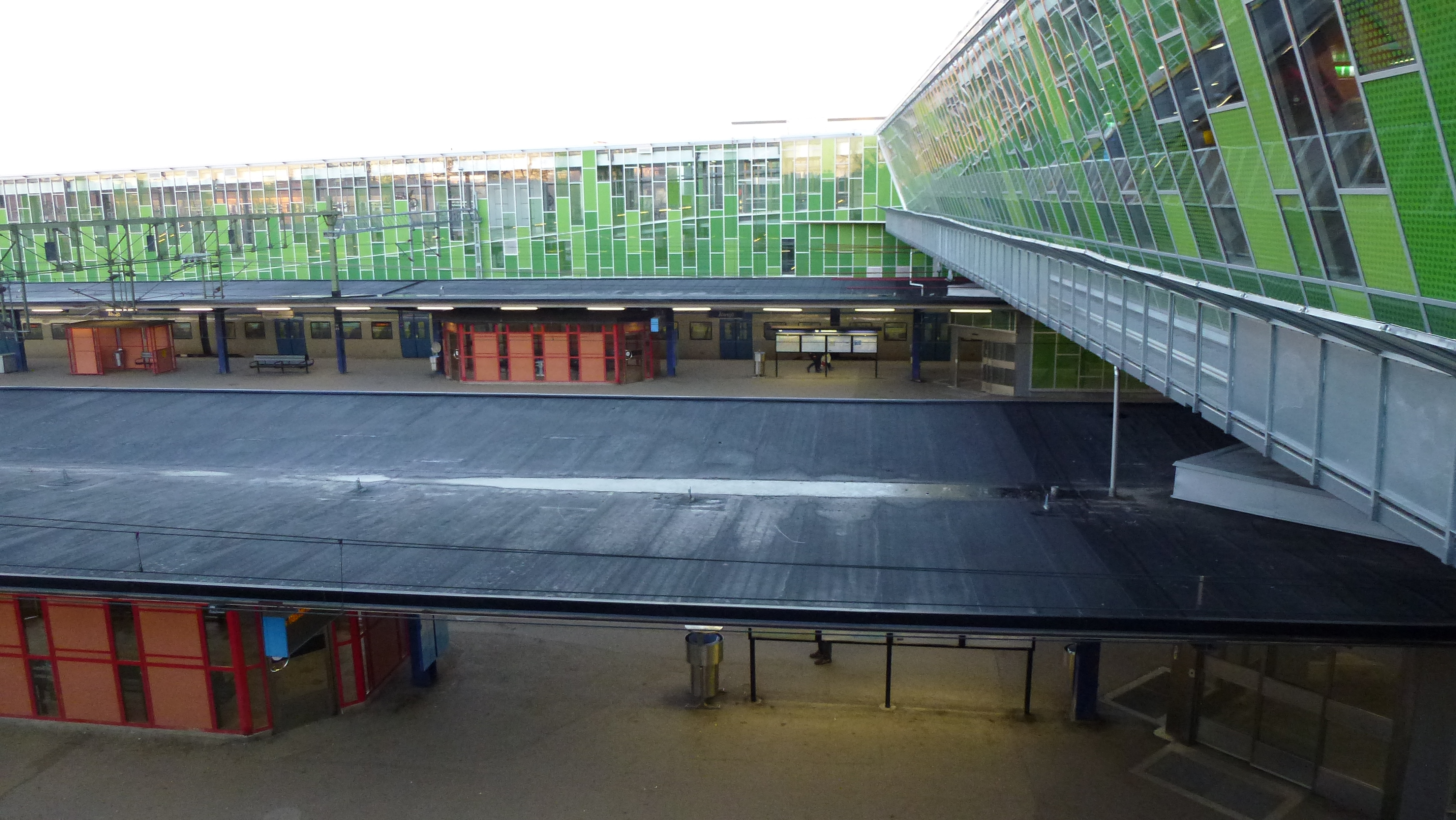
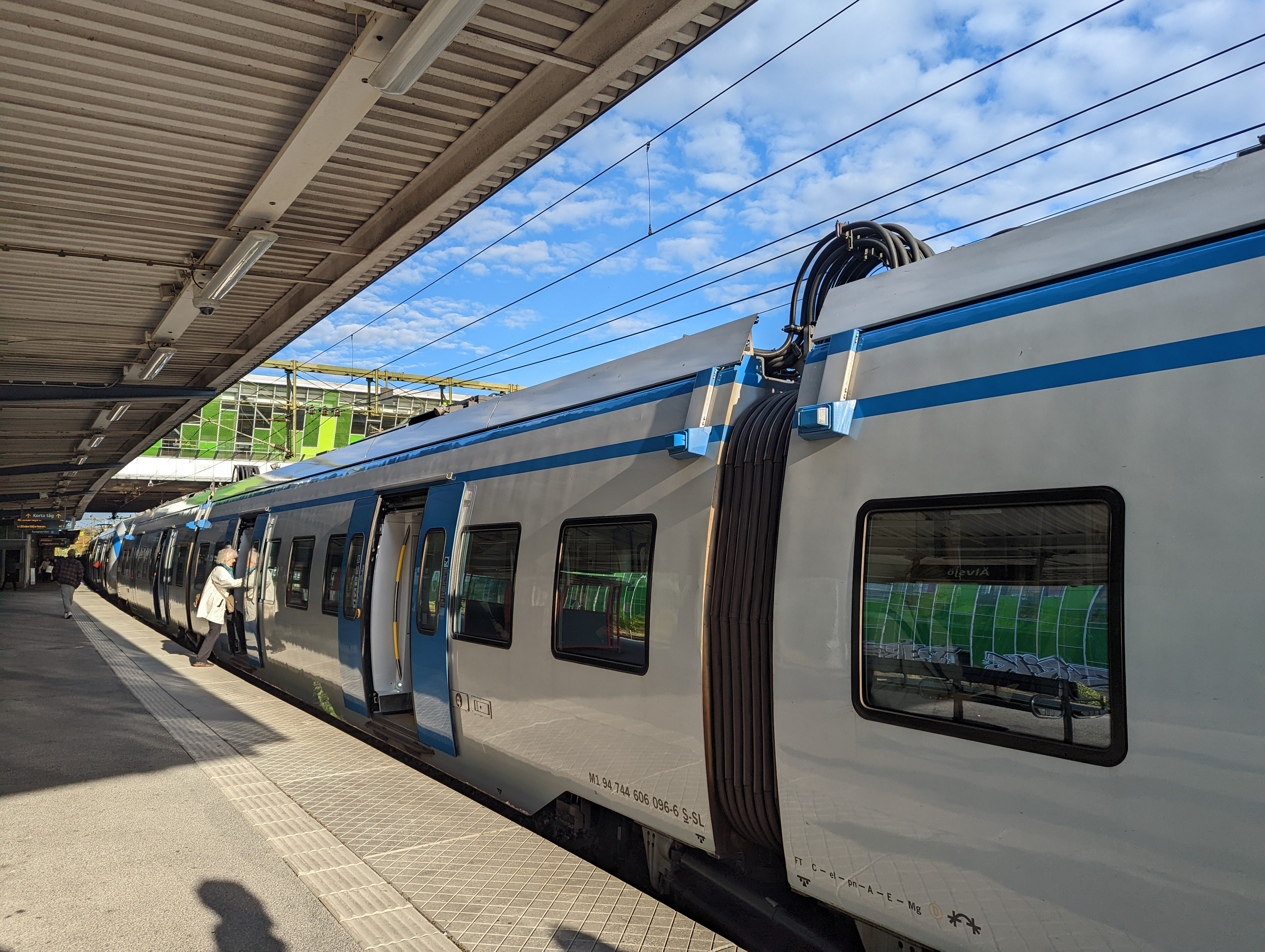
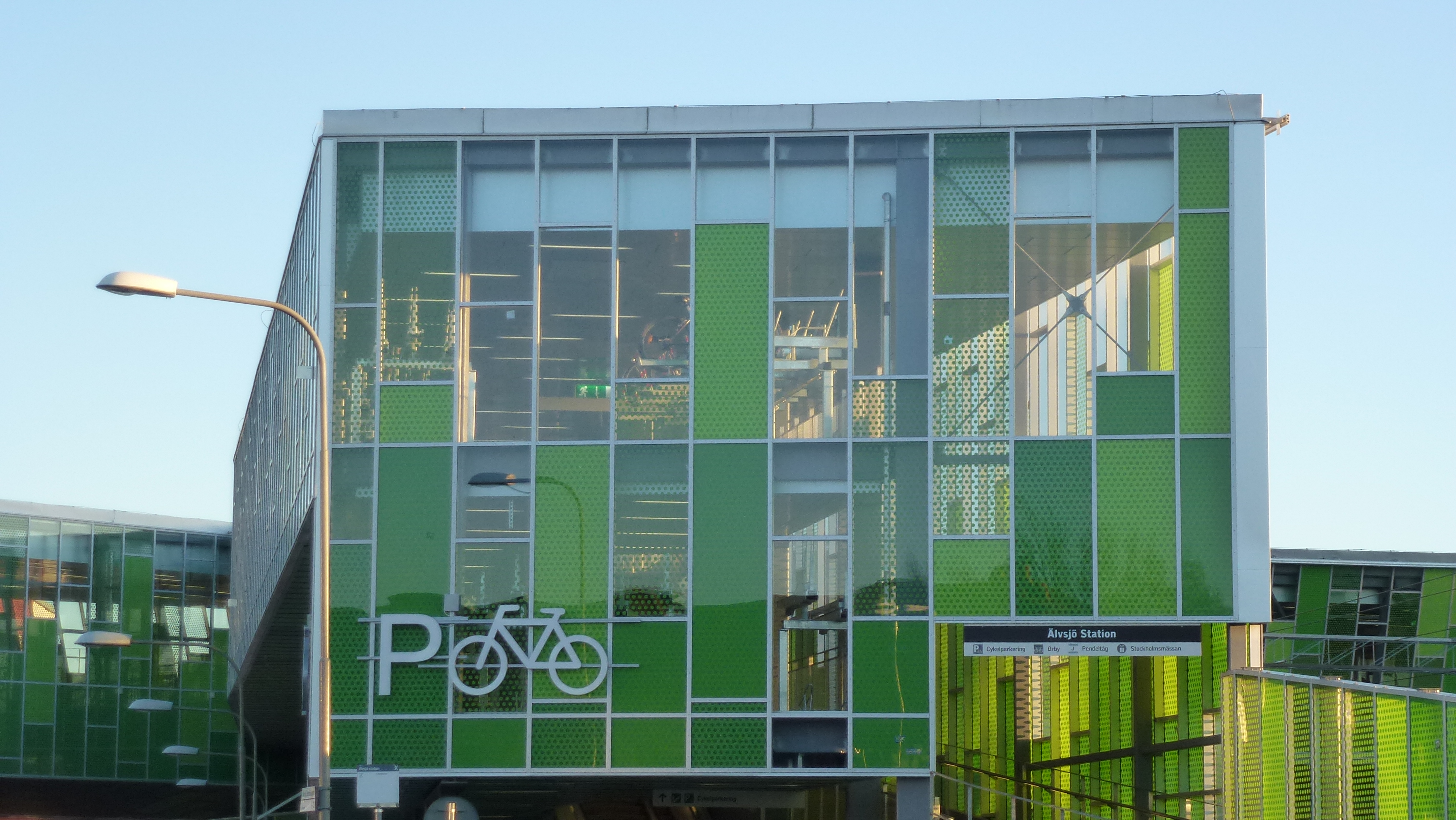
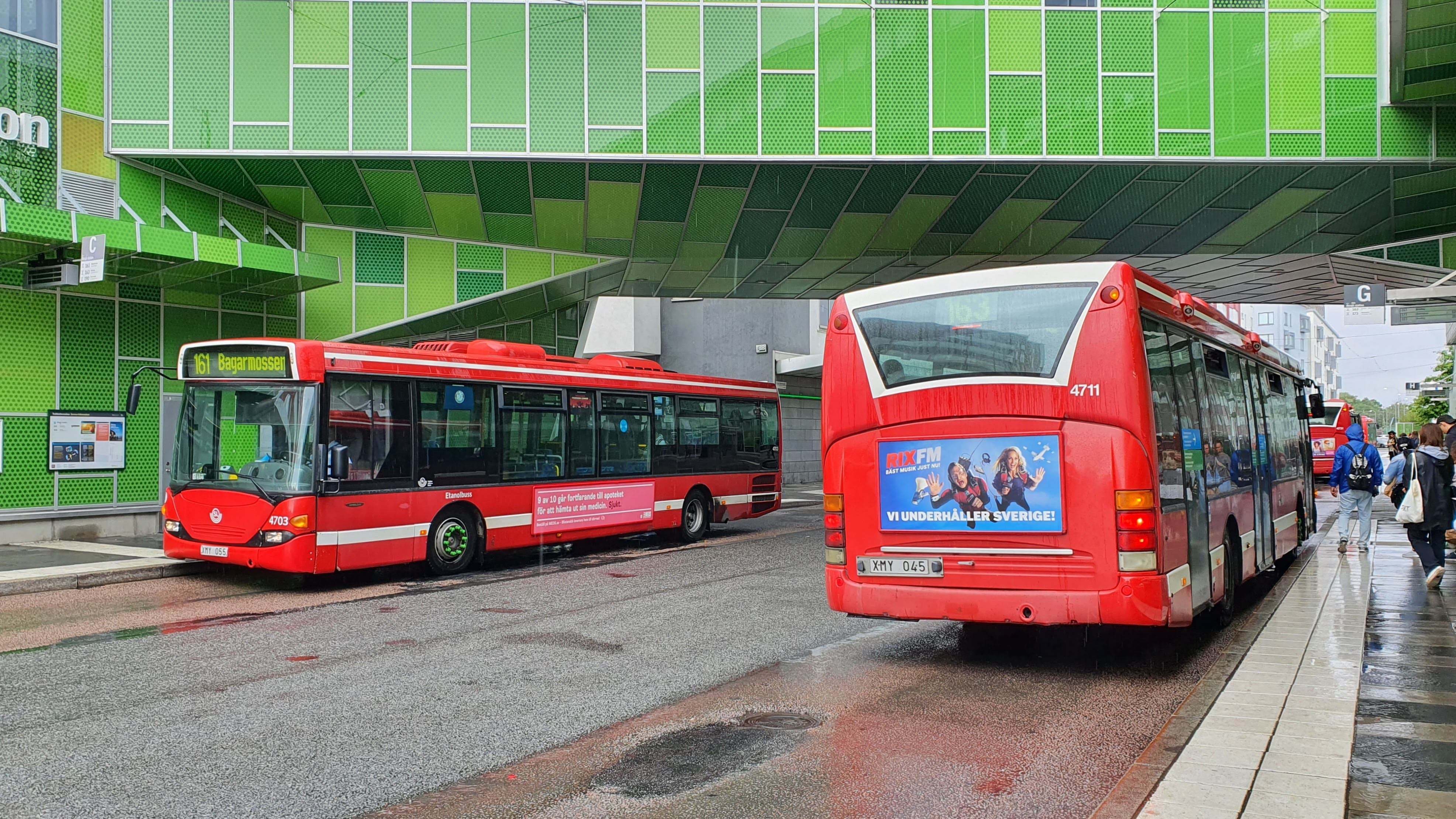